# Croce commemorativa della Marcia su Roma
La Croce commemorativa della Marcia su Roma fu una coniazione non ufficiale ma di larghissima distribuzione, nata da una iniziativa privata in commemorazione della Marcia su Roma. Viene spesso confusa con la Medaglia commemorativa della Marcia su Roma, che era invece una coniazione ufficiale del partito fascista successivamente ufficializzata anche dal Regno d'Italia.

## Insegne
- La Croce era costituita da una croce greca in bronzo (o in argento) e riportante sul diritto un fascio repubblicano in centro, affiancato sulle braccia orizzontali dalle date "1920" e "1922". Sopra si trovava lo stemma araldico del Regno d'Italia (di "Casa Savoia") accostato all'aquila romana fascista. Sotto il fascio si trovava la lupa Capitolina (con sotto Romolo e Remo), simbolo della città di Roma. Il retro della medaglia riportava un pugnale verticale sguainato attraversato da un ramoscello d'ulivo che si estendeva anche sulle braccia laterali ove si trovavano un fez fascista del tipo " a colbacco" (a sinistra) ed una bomba a mano (a destra) tipo SIPE (in uso nella 1ª G.M.). Sopra tutto stava la scritta "MARCIA SU ROMA".[1]

- Il nastro era blu con una striscia nera in mezzo e due laterali.